# Huejotzincas
Los tochos o huejotzincas fueron un pueblo indígena que habitaba en lo que ahora es Ahualulco, Jalisco hacia el año de 1490. Eran gobernados por Huejotzin (De allí su nombre), caudillo originario de Etzatlan. 

En 1510, durante la Guerra del salitre, Ahualulco fue incendiada por los tarascos. Los huejotzingas pertenecían al Señorío de Etzatlan.
Sin embargo puede significar también: "gente de Huexotzinco" (del náhuatl: Huexotzin-ca ‘(Gente)de Huexotzinco’), "gente que está en Huexotzinco" (del náhuatl: Huexotzin-ca ‘(Gente que)está en Huexotzinco’), "respetable gente de los sauces" (del náhuatl: Huexo-tzin-ca ‘Respetable(gente) de los sauces’) o "gente de los pequeños sauces" (del náhuatl: Huexotzin-ca ‘(Gente de)los pequeños sauces(saucitos’). Huexotzinco quiere decir en náhuatl "lugar del pequeño Huexotla" (del náhuatl: Huexo-tzin-co ‘Lugar(del) pequeño Huexotla’), "lugar de los pequeños sauces(saucitos)" (del náhuatl: Huexo-tzin-co ‘Lugar(de los) pequeños sauces(saucitos’), "lugar de los huexotzincas"